# Boris Kustodijew
Boris Michajłowicz Kustodijew (ros. Бoрис Михайлович Кустодиев) (ur. 23 lutego / 7 marca 1878 w Astrachaniu; zm. 26 maja 1927 w Leningradzie) – malarz i grafik rosyjski, członek grupy Świat Sztuki.
Po ukończeniu szkoły średniej rozpoczął studia teologiczne. Równocześnie uczył się prywatnie malarstwa u P.A. Własowa w Astrachaniu. Studia malarstwa kontynuował w latach 1896–1903 na petersburskiej Akademii Sztuk Pięknych, m.in. u Ilji Riepina. 
Po ukończeniu studiów wyjechał do krajów zachodniej Europy: 1904 do Francji i Hiszpanii, 1907 do Włoch i 1909 do Niemiec i Austrii. W tym okresie stworzył wiele portretów i scen rodzajowych. 
Po powrocie do Rosji 1909 został wybrany na członka Akademii Sztuki w Petersburgu. W roku 1911 został członkiem grupy Świat Sztuki. Wskutek gruźlicy kręgosłupa leczył się w Szwajcarii, lecz w roku 1916 doznał paraliżu. Mimo to nie zaprzestał twórczości. Po Rewolucji Październikowej projektował plakaty, kalendarze, ilustrował książki i czasopisma, zajmował się też litografią. W roku 1923 został członkiem Stowarzyszenia Artystów Rewolucyjnej Rosji. 
Jego malarstwo wyróżniało się żywiołowością, radosnym kolorytem. Od roku 1911 zajmował się też scenografią.
Jego dzieła znajdują się m.in. w Muzeum Rosyjskim w Sankt Petersburgu, Muzeum Sztuki w Niżnym Nowgorodzie, w Muzeum Sztuki w Astrachaniu oraz w Galerii Tretiakowskiej.

## Galeria

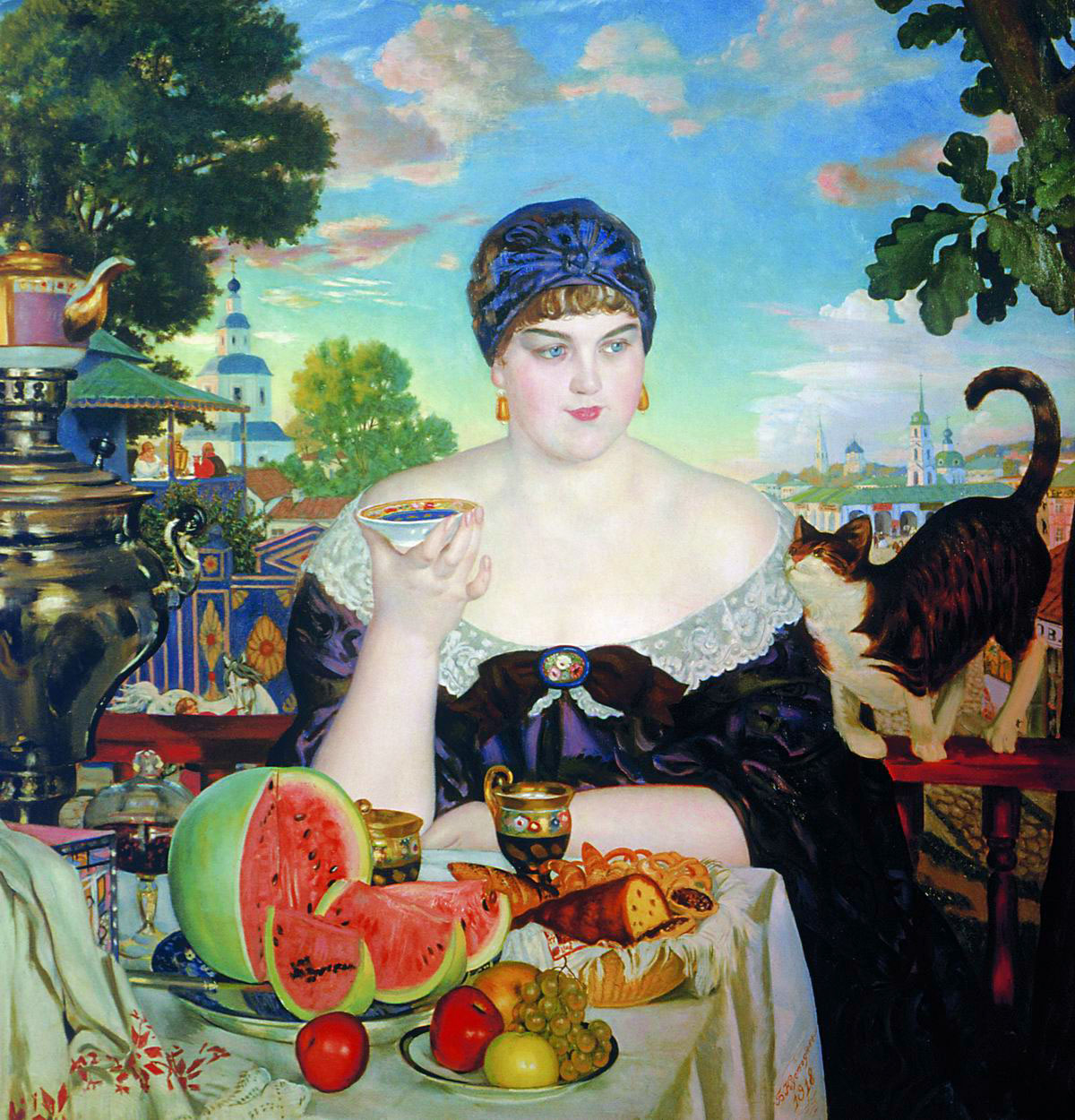
Portret kupcowej, (1912).
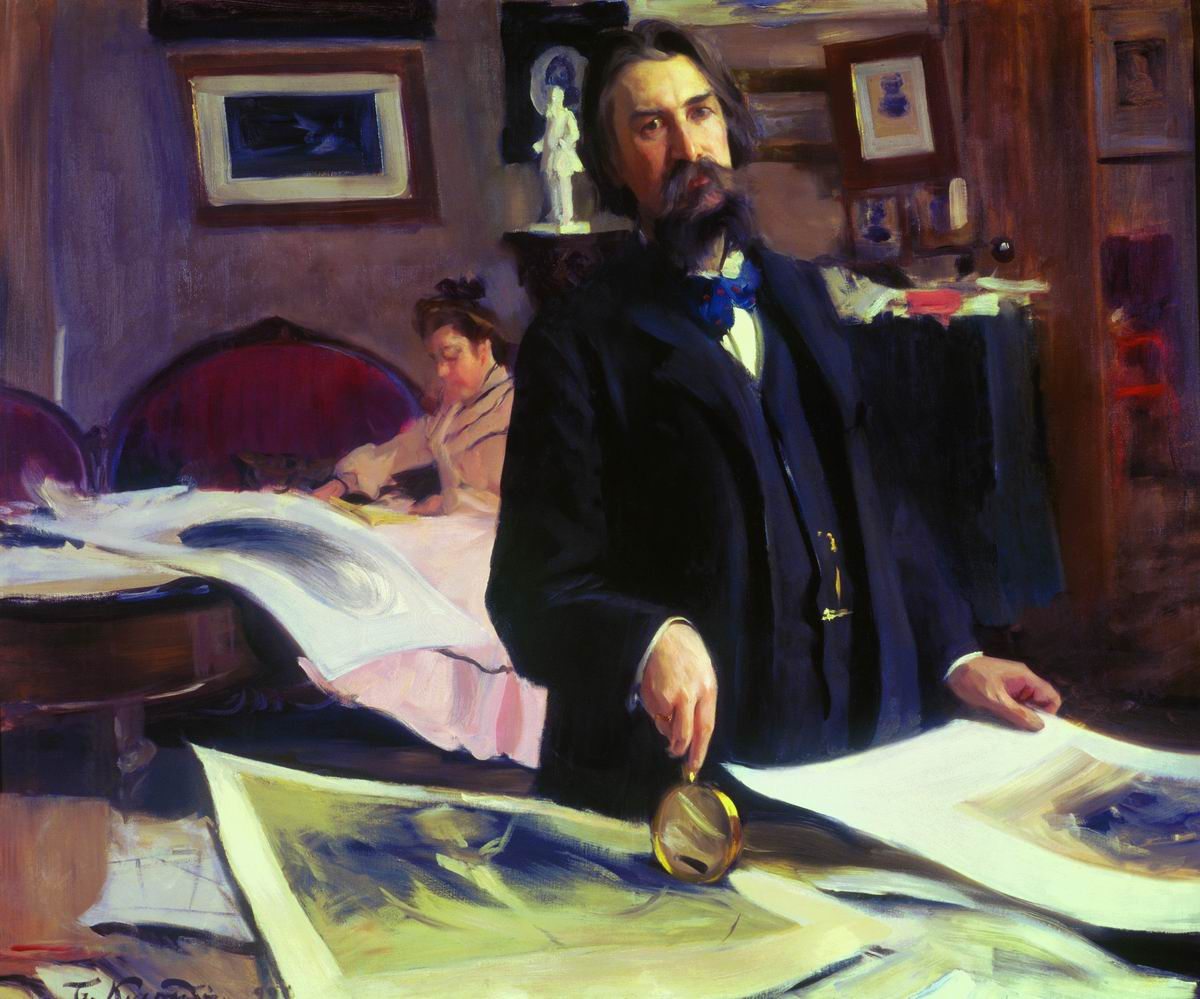
Portret Wasilija Matego (1902).
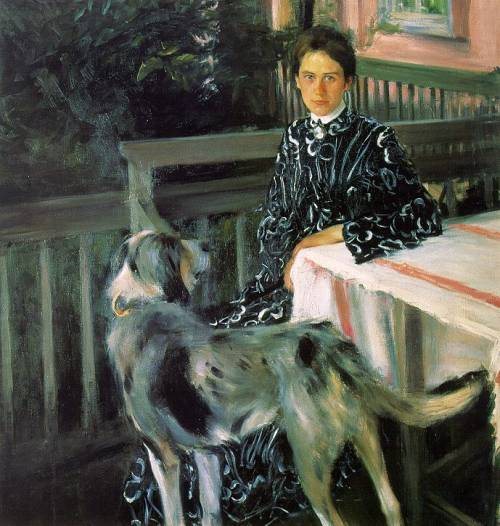
Portret żony Julii Kustodijewej (1903).
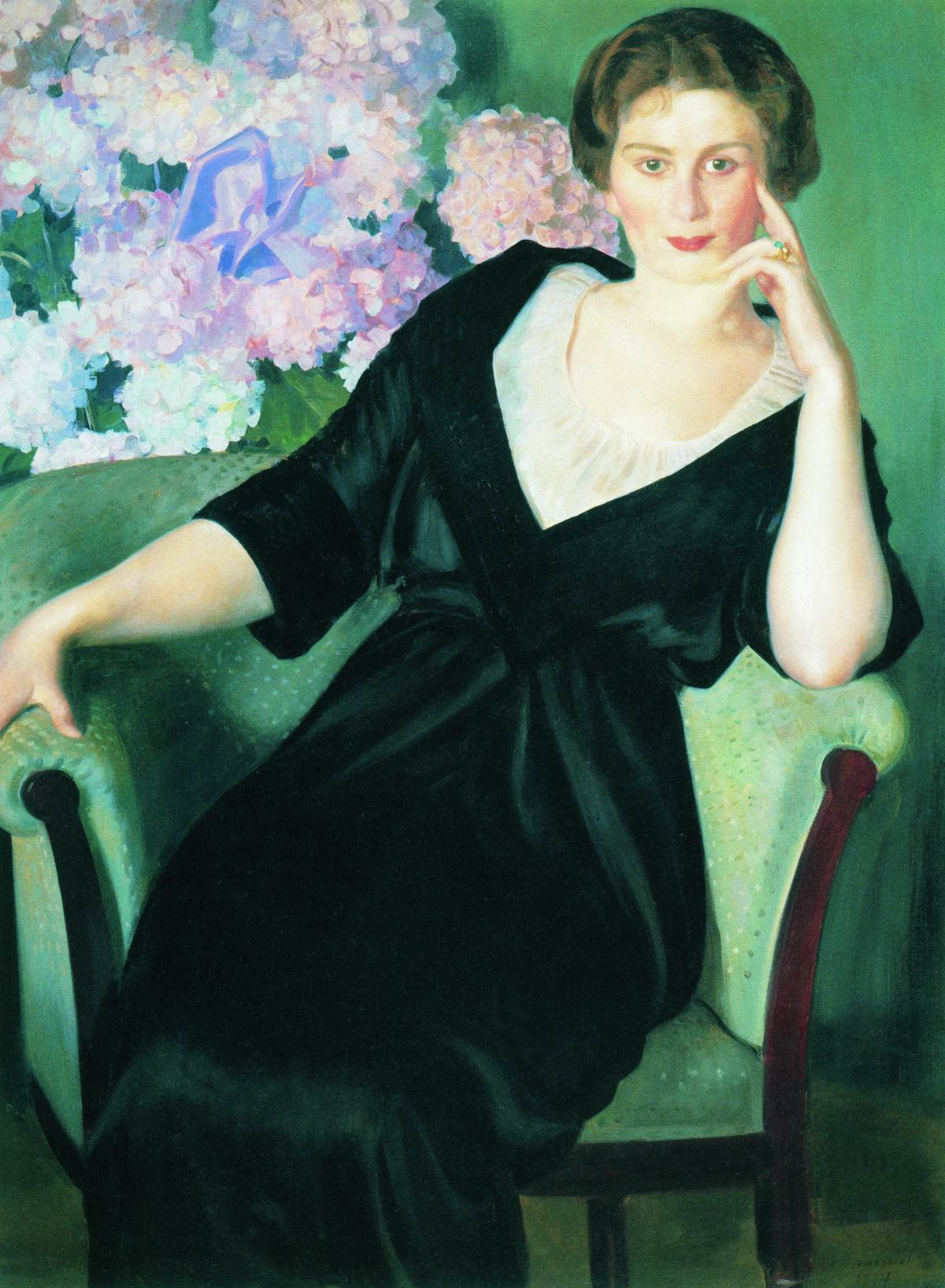
Portret Reneé Nothaft.
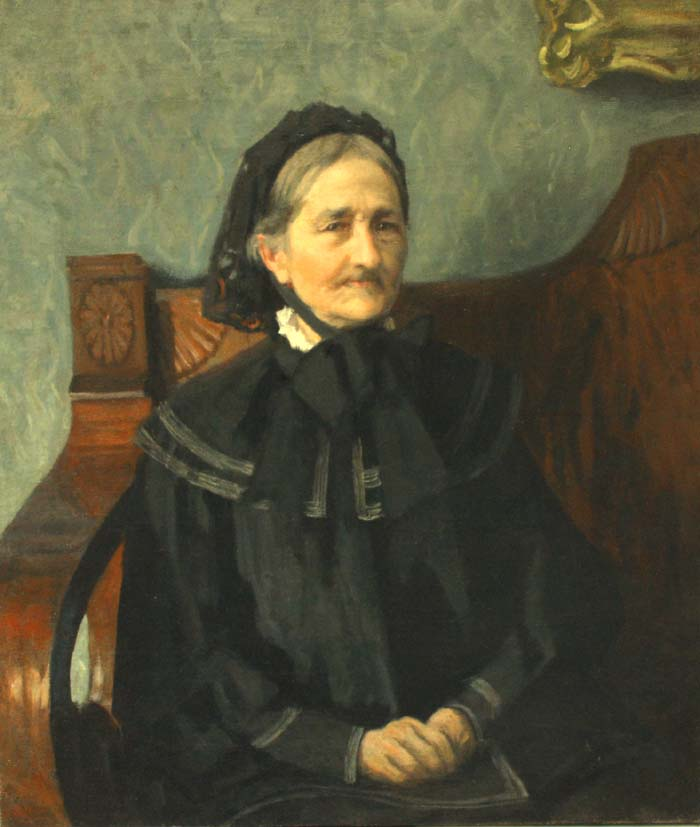
Portret E.G. Puszkinej.
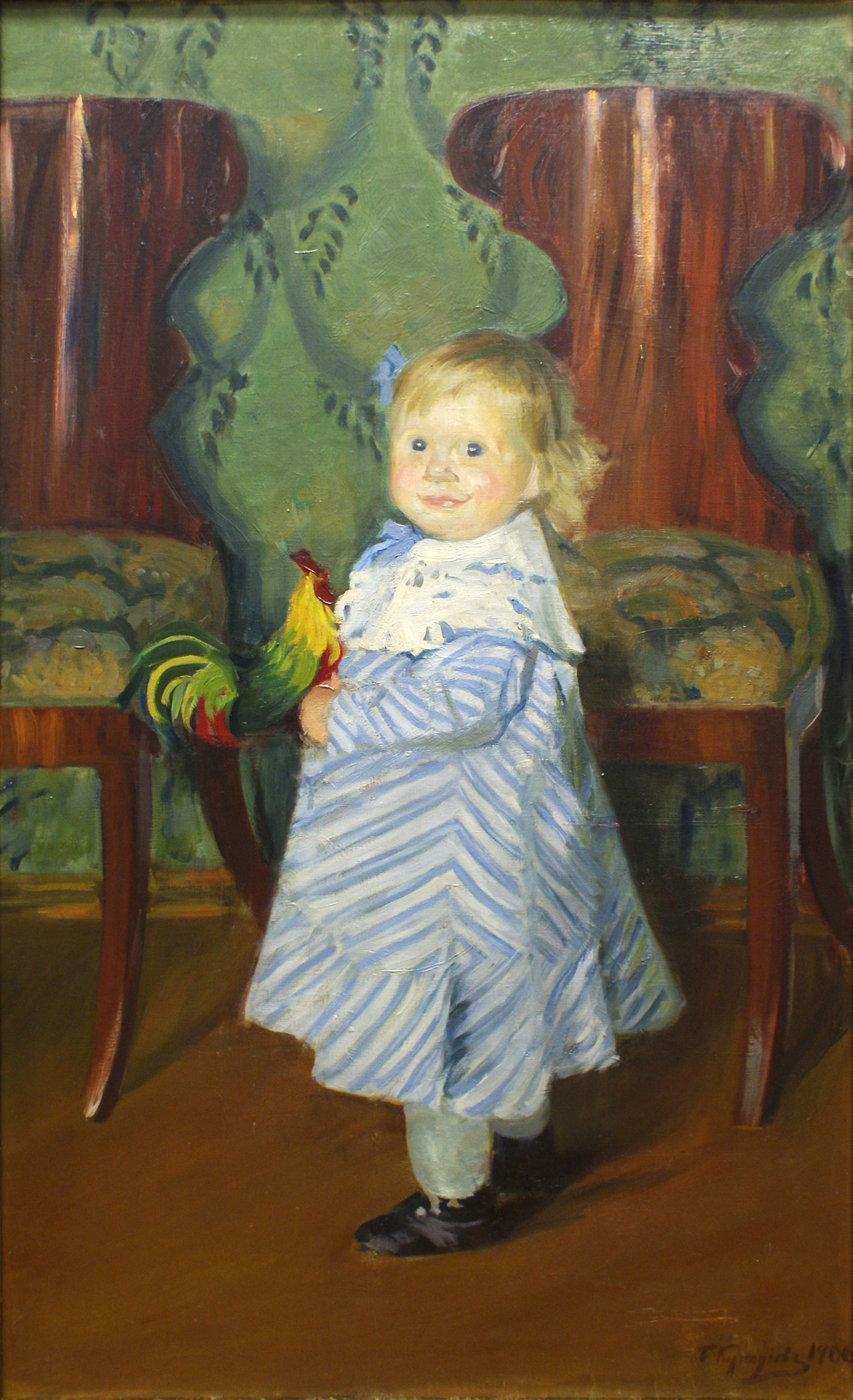
Portret córki Iriny (1906).
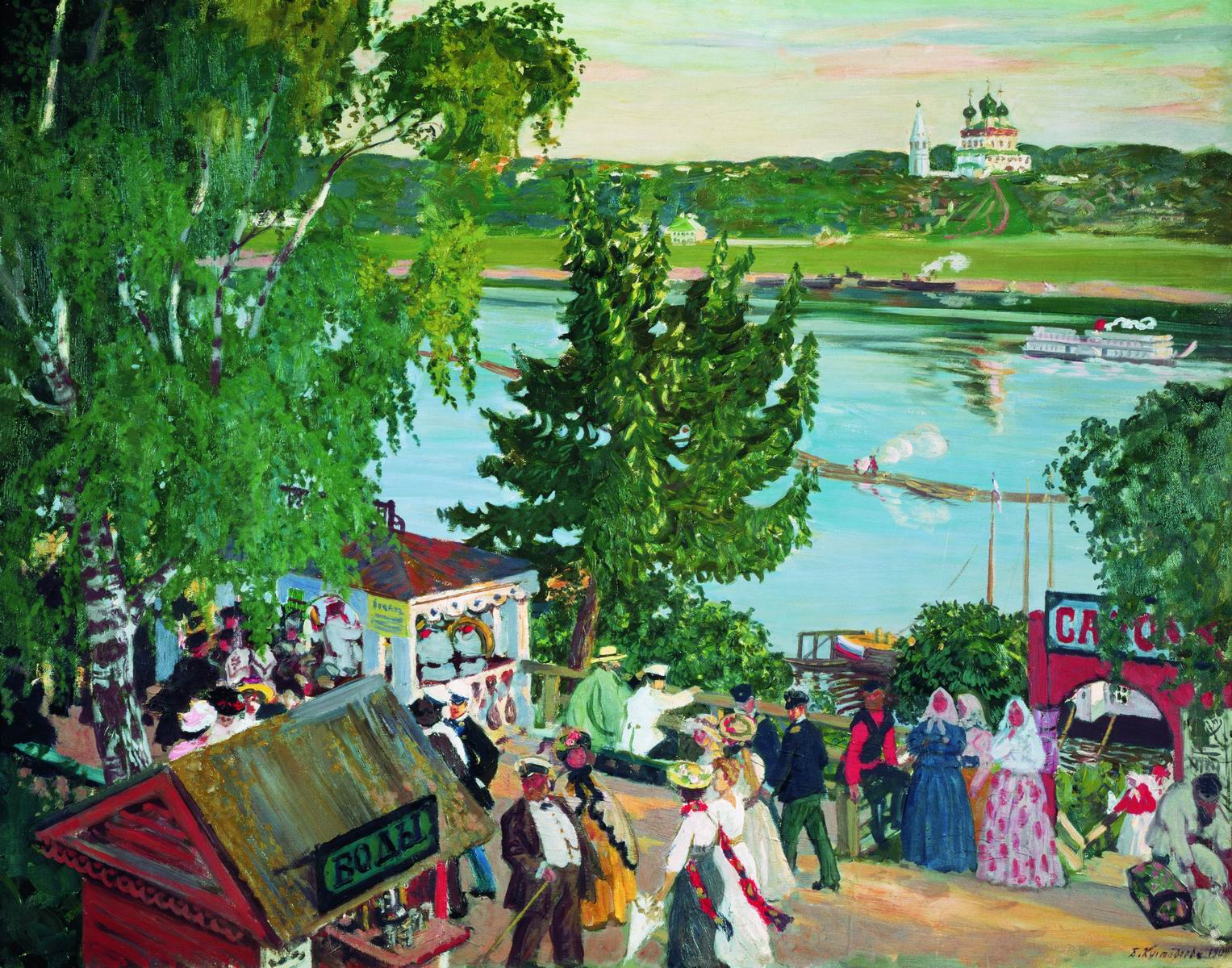
Promenada nad Wołgą (1909).
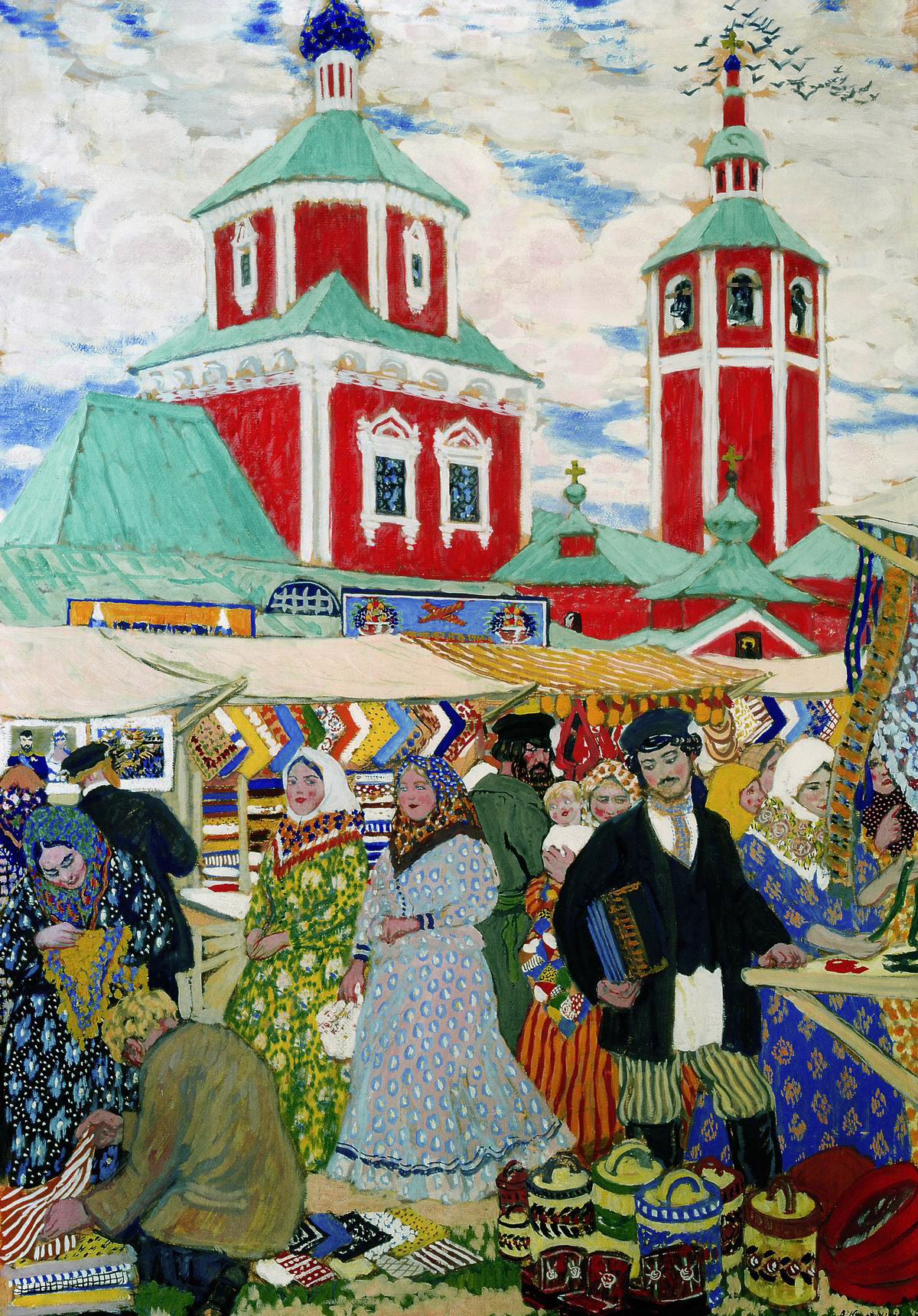
Jarmark (1910).
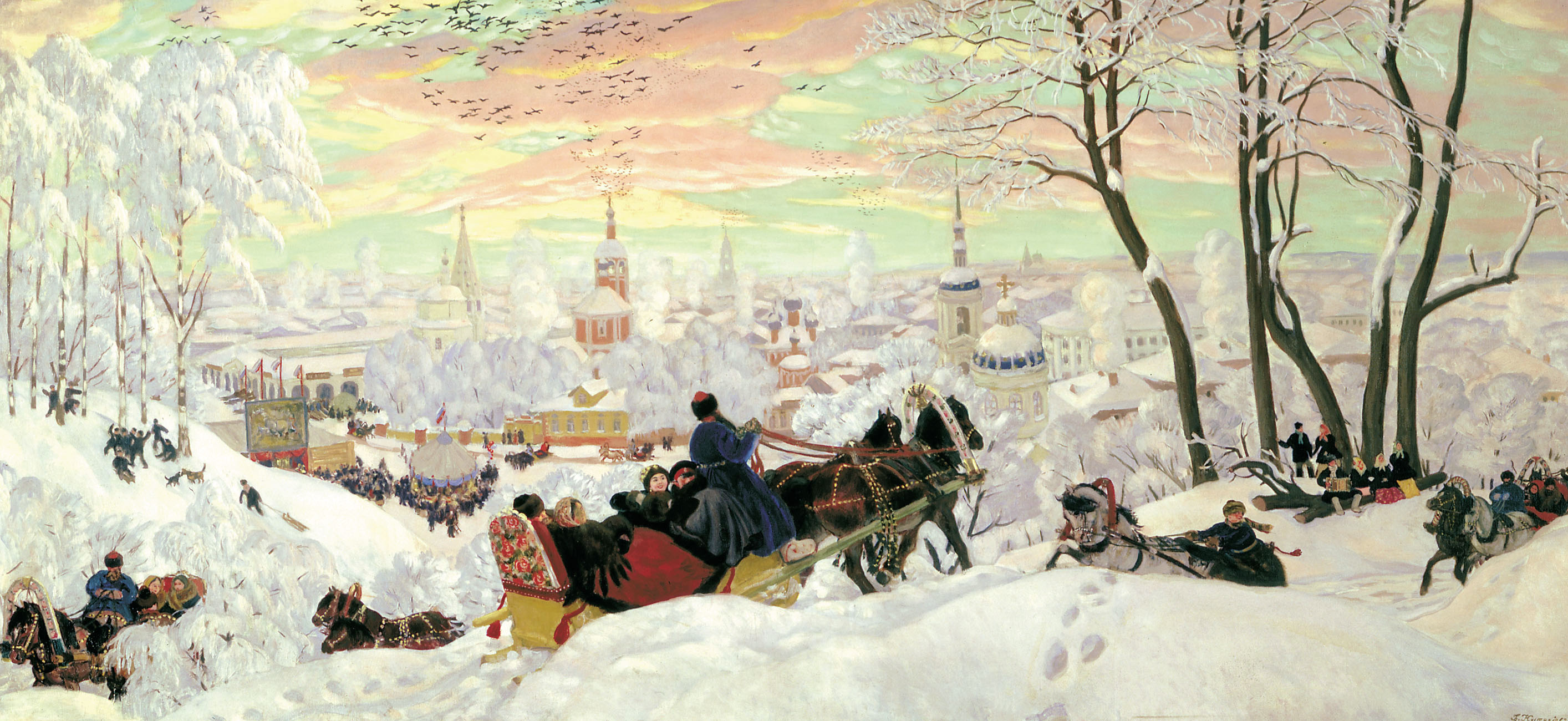
Tłusty wtorek (1916).
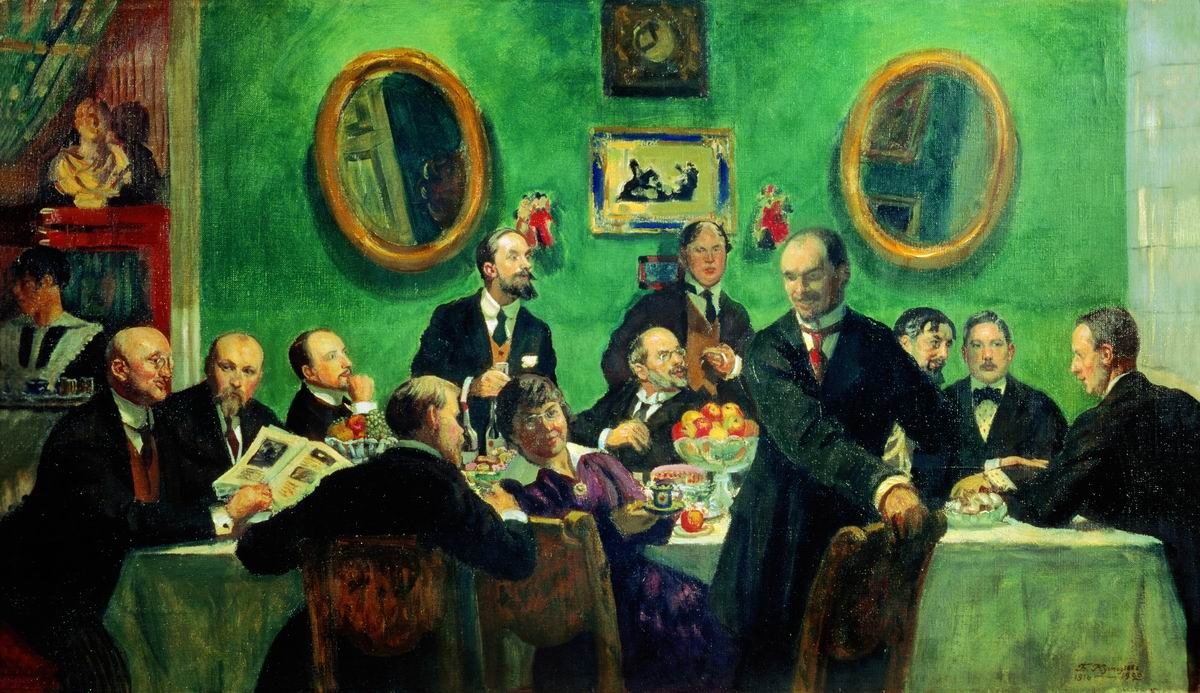
Członkowie grupy Świat Sztuki (1916–1920).
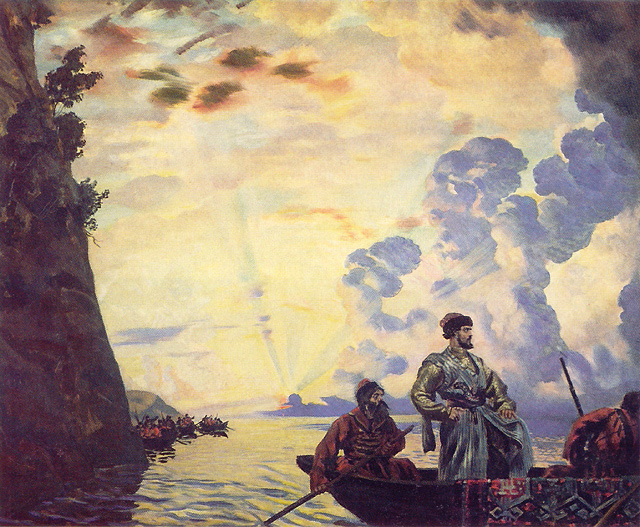
Stieńka Razin (1918).
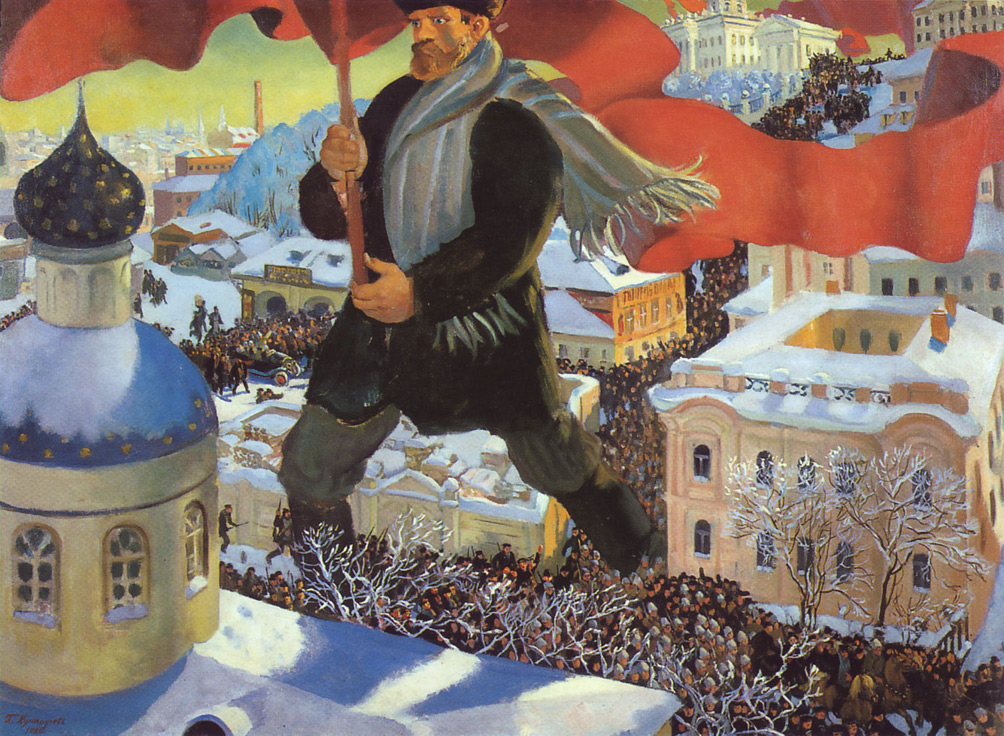
Bolszewik (1920).
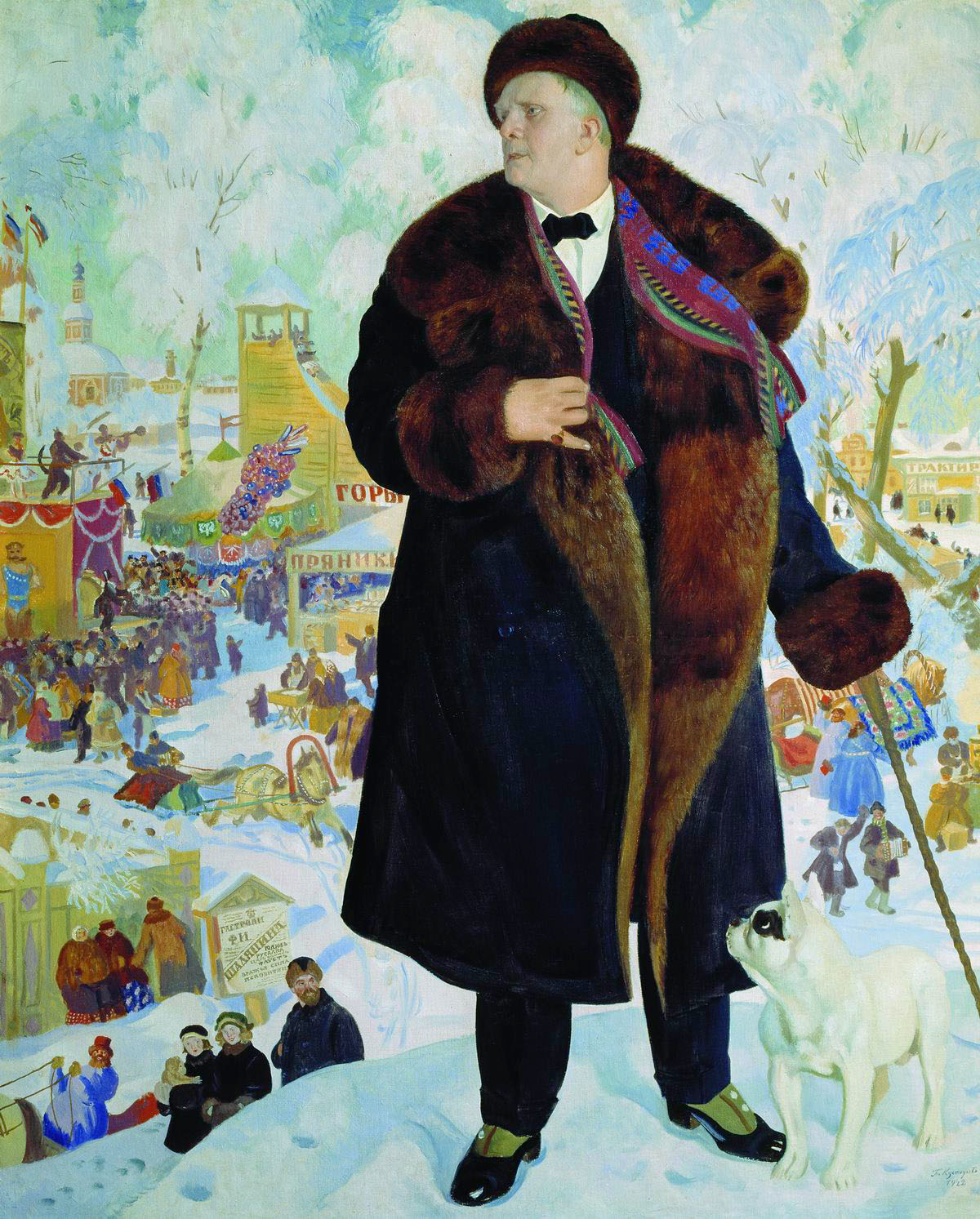
Portret Fiodora Szalapina (1921).
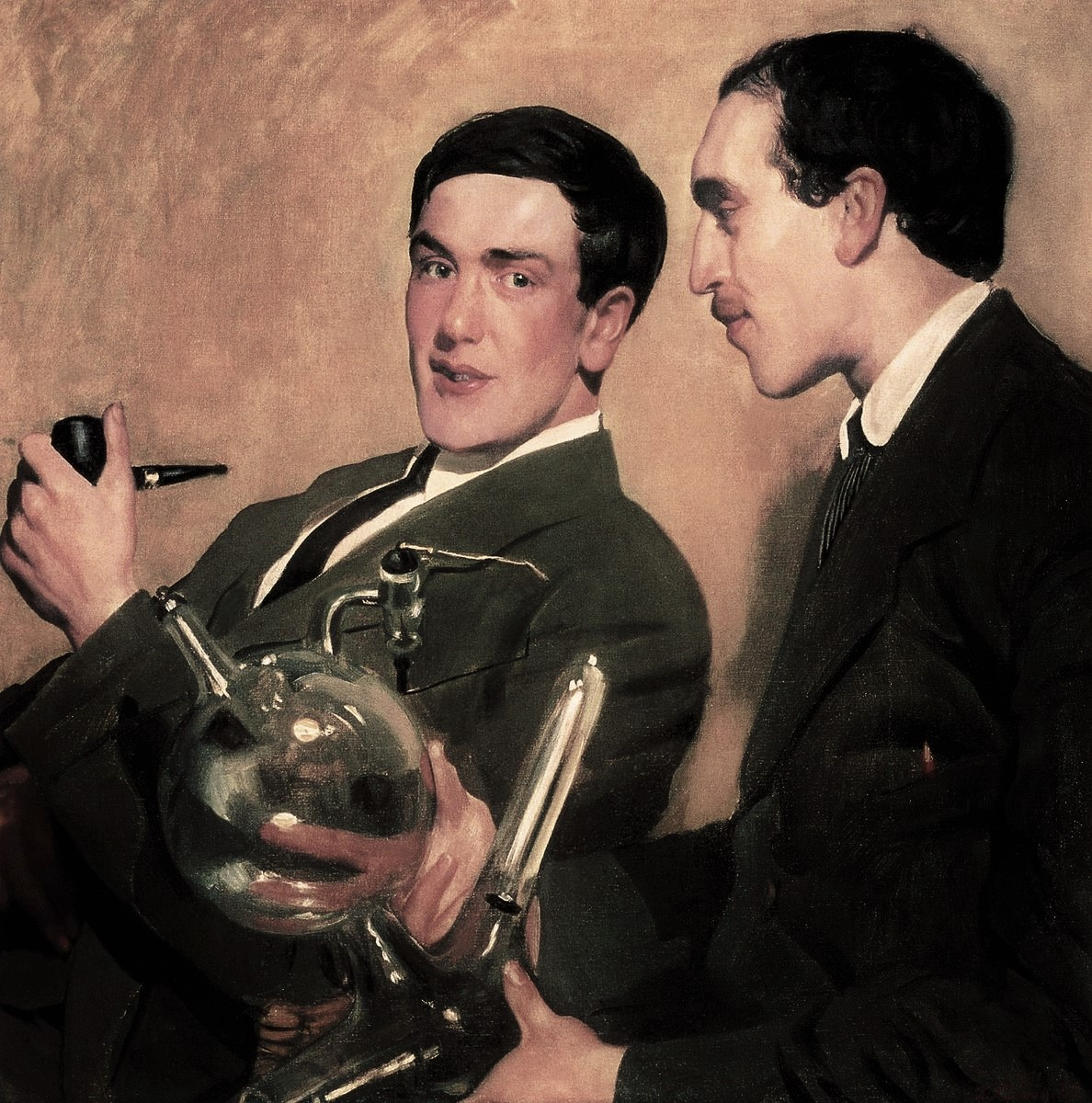
Portret Piotra Kapicy i Nikołaja Siemionowa (1921).
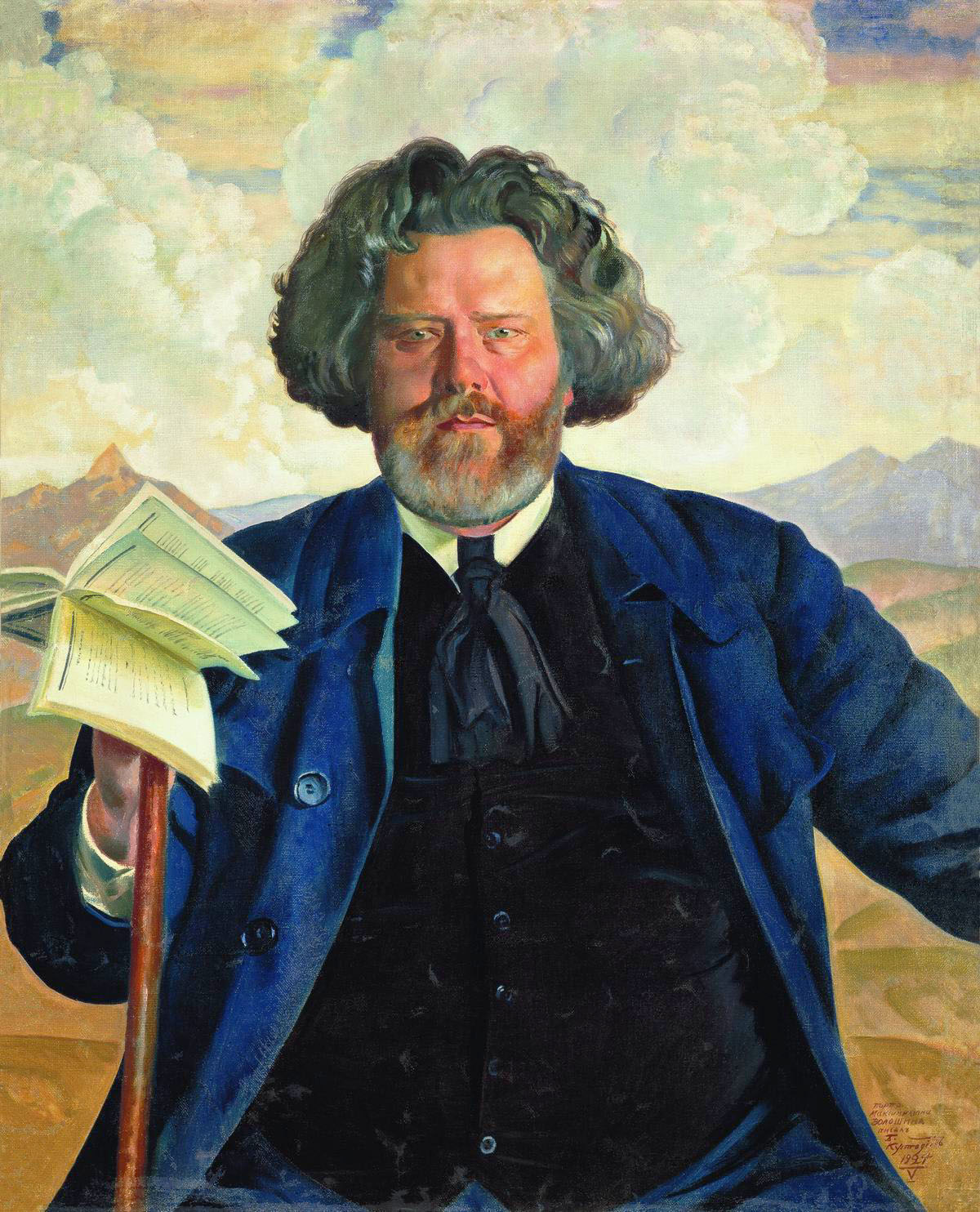
Portret Maksymiliana Wołoszyna (1924).
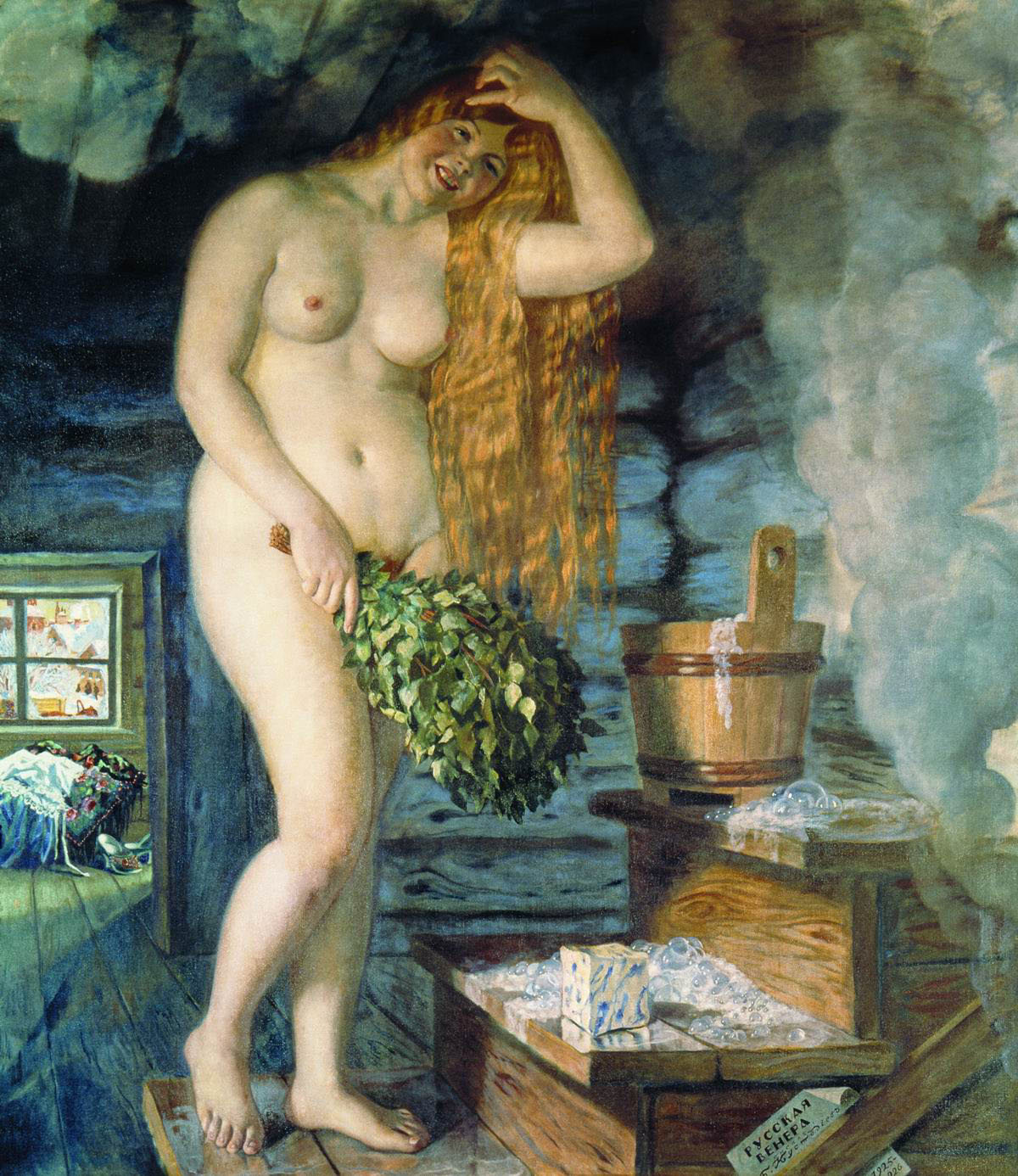
Rosyjska Wenus (1925–1926).